# 最長直線工程
合成化学において、最長直線工程（さいちょうちょくせんこうてい、英: Longest linear sequence、略称: LLS）は、多段階工程において出発物質から始まって目的物になるのに必要な反応の最大数である。
この概念は合成計画の最適化を試みる時に非常に重要である。全ての反応段階は目的物の収率を低下させるため、LLSの値を減らすことは最後に得られる化学物質の量を増やすためのよいやり方である。これは収束的合成を用いることで行うことができる。